# Provócame (telenovela)
Provócame fue una telenovela argentina de RGB Entertainment, emitida entre julio de 2001 y enero de 2002 por Telefé. Protagonizada por Chayanne, Araceli González y Romina Yan. Coprotagonizada por Graciela Pal, Paula Siero, María José Gabin, Horacio Dener, Humberto Serrano y Nelly Fontán. Antagonizada por Federico D'Elía y los primeros actores Dorys del Valle y Jorge D'Elía. También, contó con las actuaciones especiales de Gino Renni y las primeras actrices Lydia Lamaison, Silvia Montanari y Susana Ortiz. Fue Dirigida por Jorge Montero.

## Argumento
Pedro Balmaceda (Chayanne) es un joven que llega desde Miami a Argentina como cuidador de un prestigioso caballo de salto llamado Chocolate, el que la familia Linares acaba de comprar para participar en una próxima competencia.
Apenas Pedro pone un pie en la estancia "La Esperanza", conoce a dos mujeres que se disputarán su amor: Ana Laura Villalobos Kent (Araceli González) y Marisol Anzóategui (Romina Yan). Ana Laura es apasionada, avasallante, de fuerte personalidad y está a punto de convertirse en la esposa de Mariano Linares (Federico D'Elía), cínico y ruin por demás. Marisol es pacífica, sumisa, buena, encantadora y excelente madre de Julieta (Milagros Flores), fruto de una dolorosa experiencia y que rápidamente se convertirá en el principal lazo de unión entre Pedro y ella.
Poco a poco, Pedro va descubriendo que su misión responde al objetivo de Victoria Duncan (Silvia Montanari), su verdadera madre, que lo envía para vengarse de su verdadero padre, Álvaro Linares (Jorge D'Elía). Ignorante de esta verdad sobre sus padres, Pedro se va involucrando con cada uno de los personajes y en poco tiempo se transforma en el centro de las atenciones, sin sospechar que él es la pieza fundamental para completar el rompecabezas de intrigas entre los Linares y los Villalobos Kent.
En medio de esto, su amor por Ana Laura, lleno de impedimentos, así como su cercanía a Marisol a través de Julieta, ávida de un padre que le marque el rumbo, lo tendrá dividido entre dos amores de distintas características. Un inesperado desenlace pondrá las cosas en su lugar y, al mismo tiempo, Pedro tendrá que definir su destino: decidir a quién entregará su amor, perdonar los errores de su madre, la traición de su padre y el odio de su medio hermano y proteger a Julieta de las adversidades de la vida.

## Elenco

### Protagonistas estelares
- Chayanne como Pedro Balmaceda/Pedro Linares Duncan.
- Araceli González como Ana Laura Villalobos Kent.
- Romina Yan como Marisol Anzóategui.

### Elenco protagónico
- Silvia Montanari como Victoria Duncan.
- Dorys del Valle como Cecilia Kent.
- Jorge D'Elía como Álvaro Linares.
- Federico D'Elía como Mariano Linares.
- Gino Renni como Antonio Parissi.
- Lydia Lamaison como Floria Villalobos.

### Coprotagonistas
- Graciela Pal como Mercedes Kent.
- Susana Ortiz como Carmen de Ortiz.
- Paula Siero como Patricia Murillo.
- María José Gabin como Rosa de Parisi.
- Horacio Dener como Roberto Ortiz.
- Santiago Ríos como Gunther von Schlaper.
- Humberto Serrano como Ignacio Villalobos.
- Nelly Fontán como Magda.
- Maximiliano Ghione como Toti Montero.
- Fabio Aste como Chapa.
- Luciana González Costa como Lisa.
- Valeria Lorca como Leticia Irigoyen.
- Christian Sancho como Francisco.
- Fernanda Neil como Erica Villalbos Kent.
- Nicolás Goldschmidt como Matías Gutiérrez Murillo.
- Milagros Flores como Julieta Linares Anzoategui .

### Participaciones
- Gogó Andreu como Raúl.
- Andrea Barbieri como Carla.
- Gustavo Böhm como Sigfrid.
- Victoria Carreras como Marina.
- Alejo García Pintos como Esteban Molina.
- Diego Olivera como Martín.
- Lorna Paz como Margarita Pineda.
- Fernando Tobi como Federico.
- Patricia Viggiano como Marcela.
- Martín Seefeld como Ricardo.
- Luis Machín

## Banda sonora
- Chayanne - Hasta que el alma resista (Tema central)
- Christina Aguilera - Pero me acuerdo de ti
- Cristian Castro - Con ella
- Chayanne - Candela
- Eros Ramazzotti - Un ángel no es
- Luis Fonsi - Mi sueño
- Alexandre Pires - Usted se me llevó la vida
- Natalia Oreiro - Cómo te olvido
- Paulina Rubio - Y yo sigo aquí
- Manu Chao - Me gustas tú
- N'Sync - Yo te voy amar
- María Bestar - Pensando en ti
- Jaci Velásquez - Cómo se cura una herida
- Alejandro Sanz - Quisiera ser
- Ricky Martin - Solo quiero amarte
- Diego Torres - La última noche
- Eros Ramazzotti dúo con Cher - Più che puoi
- Miguel Bosé con Ana Torroja - Corazones (versión radio)
- Chayanne - Provócame

## Emisión
"Provócame" comenzó a emitirse el 2 de julio de 2001 por Telefe, con un altísimo índice de audiencia de 30.1 puntos. Se emitió de lunes a viernes en el horario de las 20:00 (UTC-3). Terminó el 7 de enero de 2002, con 17 puntos de índice de audiencia, 140 capítulos y un promedio final de 15 puntos.